# 387 a. C.
El año 387 a. C. fue un año del calendario romano prejuliano. En el Imperio romano se conocía como el Año del Tribunado de Papirio, Fidenas, Mamercino, Lanato y Poplícola (o menos frecuentemente, año 367 Ab urbe condita).

## Acontecimientos
- Batalla de Alia: según Polibio, ésta es la fecha en la que se produce la conquista y el saqueo de Roma por parte de los senones, acaudillados por Breno.
- El dictador Marco Furio Camilo reorganiza las fuerzas romanas y consolida el dominio de Roma sobre la mayoría del territorio italiano.[1]